# Bellegarde-du-Razès
Bellegarde-du-Razès ist eine Gemeinde mit 252 Einwohnern (Stand 1. Januar 2022) im französischen Département Aude.

## Geographie
Das Dorf liegt im Westen des Départements, in den Vorgebirgen der Pyrenäen. Die Rebflächen des Dorfs gehören zur Herkunftsbezeichnung Malepère.

## Bevölkerungsentwicklung

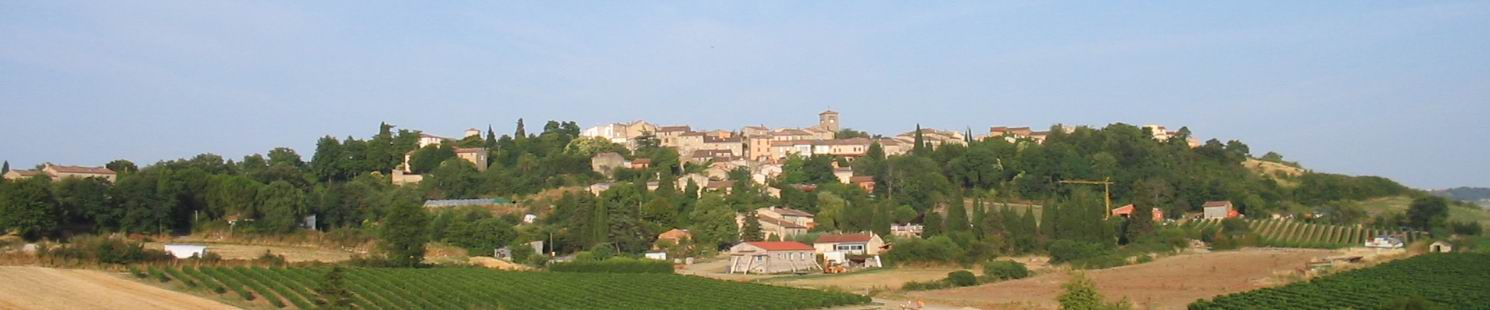
Ortspanorama

| Jahr                       | 1962 | 1968 | 1975 | 1982 | 1990 | 1999 | 2007 | 2016 |
| Einwohner                  | 239  | 255  | 199  | 186  | 183  | 184  | 209  | 234  |
| Quellen: Cassini und INSEE |      |      |      |      |      |      |      |      |